# WCT Finals 1982
Il WCT Finals 1982 è stato un torneo di tennis giocato sul sintetico indoor. È stata la 12ª edizione del torneo, che fa parte del World Championship Tennis 1983. Il torneo si è giocato al Reunion Arena di Dallas negli Stati Uniti dal 20 al 26 aprile 1982.

## Campioni

### Singolare maschile
Ivan Lendl ha battuto in finale  John McEnroe con il punteggio di 6–2, 3–6, 6–3, 6–3